# 소녀친우협회
소녀친우협회(Girls' Friendly Society, GFS)는 성공회 봉사기관이다. 7세부터 70세까지의 여성으로 구성되어 있고, "서로 남의 짐을 져 주십시오. 그래서 그리스도의 법을 이루십시오" 라고 언급된 갈라디아서 6장 2절의 서술을 기본정신으로 한다.

## 역사
1875년 영국에서 설립되었으며, 현재는 회원국이 22개국인 큰 봉사기관으로 성장하였다. 대한민국에는 1965년 9월 설립되었으며, 1966년 10월 서울교구 GFS연합회가 결성되었다. 현재 전국 15지부 400여명의 회원이 활동하고 있으며 서울특별시 중구 정동 3번지에 위치하고 있다.

## 봉사 활동
- 국제 GFS의 봉사 사업:10대 노동자 처우 개선, 여성 기술 교육, 미혼모 돕기 등
- 한국 GFS의 봉사 사업:부모 교육(PET), 주니어 교육을 통한 다민족 체험, 여성 교육, 결손가족 돕기, 외국인 여성노동자 돕기(성공회 남양주 교회, 담당 사제 이정호 골롬바 신부), 각 선교단체와 미자립교회 후원, 위기여성상담소 운영